# Topo Gigio (serie animata)
Topo Gigio è una serie animata italiana del 2020, prodotta da Topo Gigio s.r.l. e Movimenti Production per Rai Ragazzi, andata in onda su Rai Yoyo per un totale di 52 episodi. È l'ultimo progetto a cui ha lavorato Maria Perego, creatrice del personaggio di Topo Gigio, prima della sua morte.

## Trama
Topo Gigio torna con le sue nuove avventure al fianco di Zoe, di Bob e del G-Team.

## Personaggi
- Topo Gigio: protagonista della serie, è simpatico e gentile, ama le coccole e la sua frase tipica è "ma cosa mi dici mai". Doppiato da Claudio Moneta. [2]
- Zoe: co-protagonista della serie, è una ragazzina intelligente, padrona e "sorella" di Gigio, al quale è molto affezionato; è innamorata di Bob. Doppiata da Stefania De Peppe.
- Bob: amico di Gigio e Zoe, è un ragazzino molto "cool", compagno di classe di Zoe e dei suoi amici. Doppiato da Manfredi Mo.
- G-Team: amici di Gigio, aiutano spesso Gigio e Zoe nei loro problemi quotidiani.
- Laura: mamma di Zoe, sposata con Gregory, ha un carattere molto gentile; vuole molto bene a suo marito e a Zoe. Doppiata da Renata Bertolas.
- Gregory: padre di Zoe, sposato con Laura, ha un carattere insicuro; vuole molto bene a sua moglie e a Zoe. Doppiato da Marcello Cortese.
- Emilia: migliore amica di Zoe e sua compagna di classe, è molto supportiva e un po' insicura. Doppiata da Laura Cherubelli.
- Twyla: amica di Zoe, è molto vanitosa, ma in fondo ha un lato buono. Doppiata da Ludovica De Caro.
- Jo: amico di Zoe e suo compagno di classe, è innamorato di Zoe, ma non viene ricambiato; è timido e amichevole. Doppiato da Mosè Singh.

Antagonisti
- Tatum: bullo della scuola, amico di Gigio e dei suoi amici, anche se a volte cerca di ostacolarli. Doppiato da Paolo De Santis.
- Jack Links: il bidello della scuola; detesta Gigio e i topi, cerca spesso di catturarlo e di allontanarlo una volta per tutte dalla scuola. Doppiato da Gianandrea Muià.

## Riconoscimenti
- 2020 - Cartoons on the Bay
  - Best Upper Preschool TV Series[3][4]